# کرامول (کنتیکت)
کرامول (به انگلیسی: Cromwell) یک منطقهٔ مسکونی در ایالات متحده آمریکا است که در شهرستان میدلسکس، کنتیکت واقع شده‌است. کرامول ۳۵٫۰ کیلومتر مربع مساحت و ۱۴٬۳۸۲ نفر جمعیت دارد و ۴۳ متر بالاتر از سطح دریا واقع شده‌است.